# 聖喬治露台

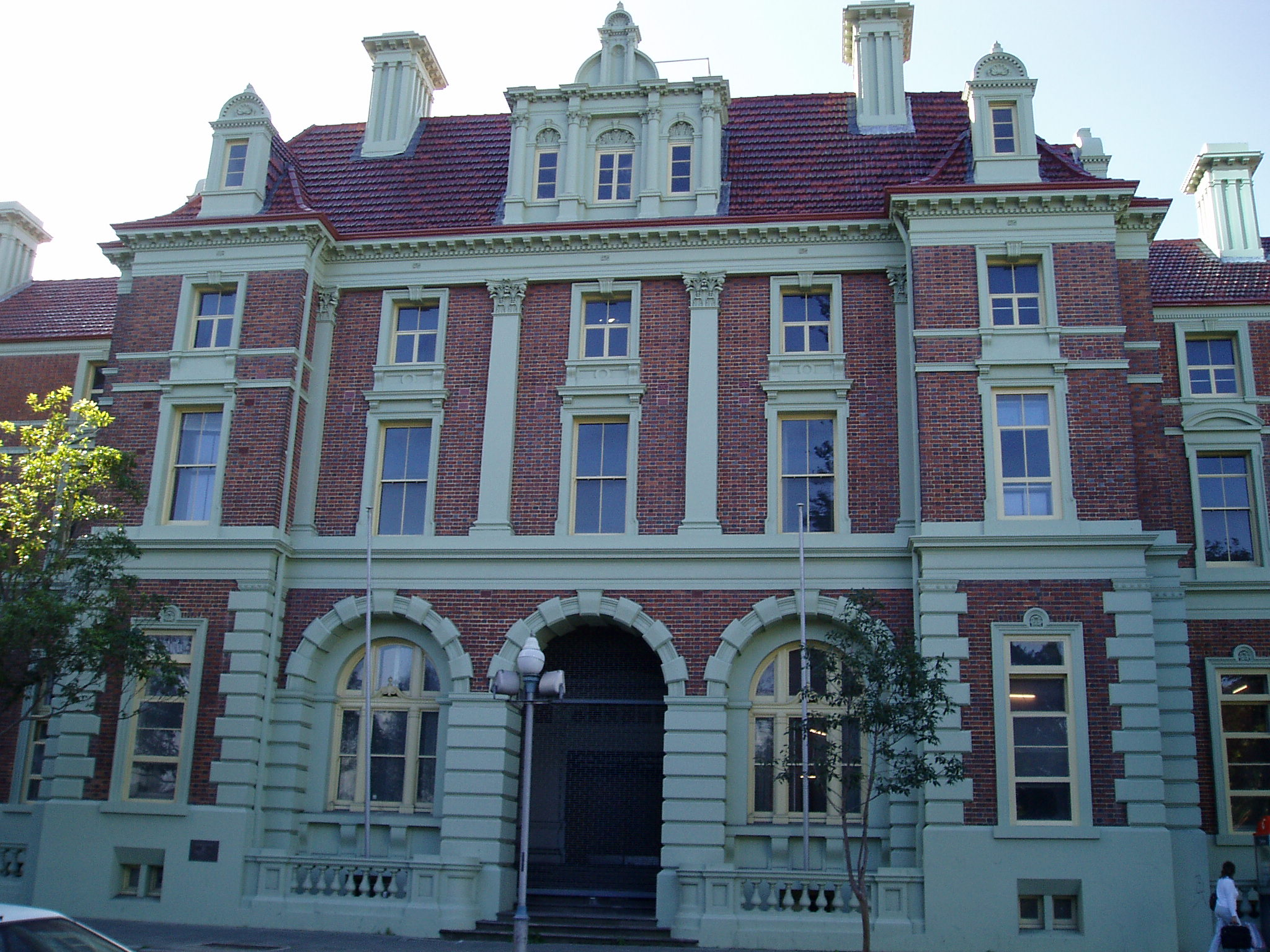

聖喬治露台（St Georges Terrace）是澳洲西澳大利亞州城市珀斯的一條主要街道。聖喬治露台和斯旺河平行，穿過伯斯的中央商務區，是珀斯中央商務區的主幹道。聖喬治露台西端的起點是軍營門，東端的終點則是在維多利亞廣場匯入阿得雷德露台。聖喬治露台這個名字是來自於聖喬治座堂。大教堂神職人員的住宅曾佔去聖喬治露台沿線的很大一部分面積，但在1960年代大多被拆除。由於聖喬治露台位於高地之上，因此是俯瞰珀斯街景的絕好去處。1930年代至1940年代時，聖喬治露台沿街的建築整齊劃一，被設計為相同高度。不過1970年代之後，舊的建築被拆除，修建了許多新的高樓。